# Engerth-rendszerű mozdony

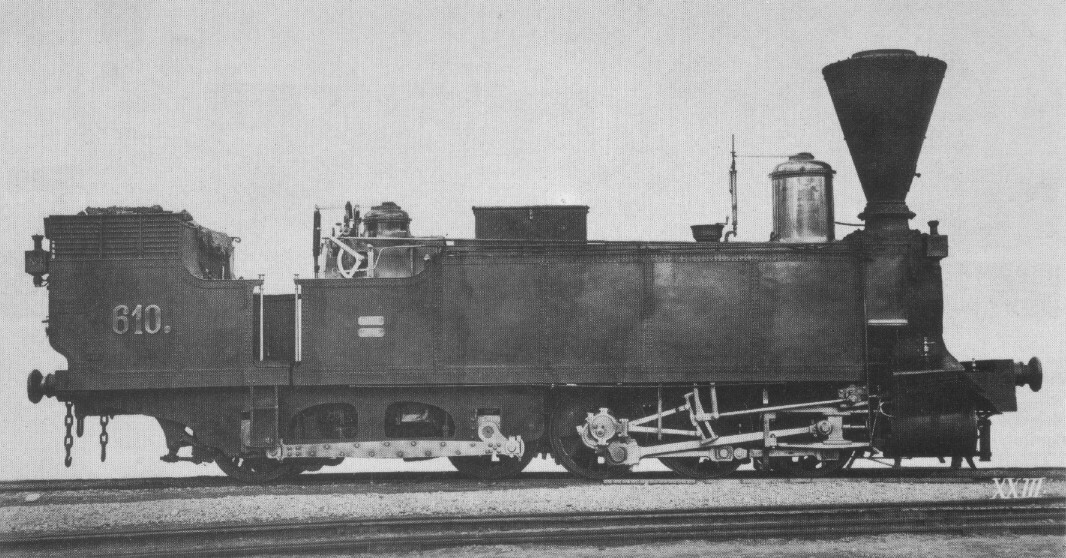
A Déli Vasút 610-es pályaszámú mozdonya

Az Engerth-mozdony egy ún. támasztószerkocsis mozdony volt, melyet egy pályázat keretében – melyben a Semmeringbahn számára leggazdaságosabb gőzmozdonyt keresték –  Wilhelm von Engerth vezetésével terveztek.

## Története
Mivel a Semmering-verseny négy győztes mozdonya közül egy sem volt alkalmas a Semmeringbahn-i szolgálatra, így a „Bavaria” építési formát módosították. Az új kialakításban elöl a hosszkazán alatt volt a három kapcsolt tengely, a kéttengelyes szerkocsi a tűztér jobb és bal oldalán csuklósan kapcsolódott a főkerethez,  amely így átadta a kazán súlyának  egy részét – a szerkocsi mintegy alátámasztotta azt. („támasztószerkocsis mozdony”). A szénkészlet a szerkocsiban kapott helyet, a vízkészlet a hosszkazán oldalára erősített tartályokba kerül. Hogy a szerkocsi tapadósúlyát ki tudják használni, az első négy mozdonyon egy fogaskerék-kapcsolat volt a főkeret tengelyei és a szerkocsi között. Erre a célra később szíj- vagy lánchajtással próbálkoztak, ám ezek egyike sem vált be az üzemben, így leszerelték őket.
A megoldás hátránya az volt, hogy a kazán oldalán elhelyezett vízkészlet útközben fogyott, így nem volt állandó a tapadósúly.  A jelenséget – mely minden Engert–rendszerű mozdonynál fennállt – úgy igyekeztek kiküszöbölni, hogy a víztartályokat főként a nem hajtott tengelyű szerkocsin helyezték el.
Az első 26 Engerth-mozdonyt a Cockerill Seraing-ben és az Esslingi Mozdonygyár 1853-ban építette a k.k. Südliche Staatsbahn részére (SStB Grünschacher sorozat). 
Nagyobb  hajtókerék-átmérővel utánépítették 1854-ben személyvonati szolgálatra a Semmeringbahnnak és tehervonati szolgálatra síkvidéki pályára.
Engerth mozdonyok épültek még a Svájci Vasutak részére (VSB Ec 2/5, VSB Eb 2/5), azonban azokon a víztartály szilárdan csatlakozott az alapkerethez a kazán mellett. Hasonlóképpen vásárolt a francia Északi Vasút és Keleti Vasút is Engerth-mozdony, de ezek négy, a hosszkazán alá szerelt a tengellyel készültek. A francia mozdonyokat hamarosan átépítették szokványos négy kapcsolt kerékpárúvá. Az osztrák Déli Vasút, miután a privatizáció során megvásárolta a Südliche Staatsbahnt, a legtöbb nagykerekű  Engerth-mozdonyát  szokványos négycsatlós szerkocsis mozdonnyá építette át. Néhány ezek közül az egykori Engerth mozdony közül Ausztriában még az 1930-as években is használatban volt.
Németországban  a Bajor C II és a Szász III K típusok képviselték az  Engerth-mozdonyokat.

## Képek

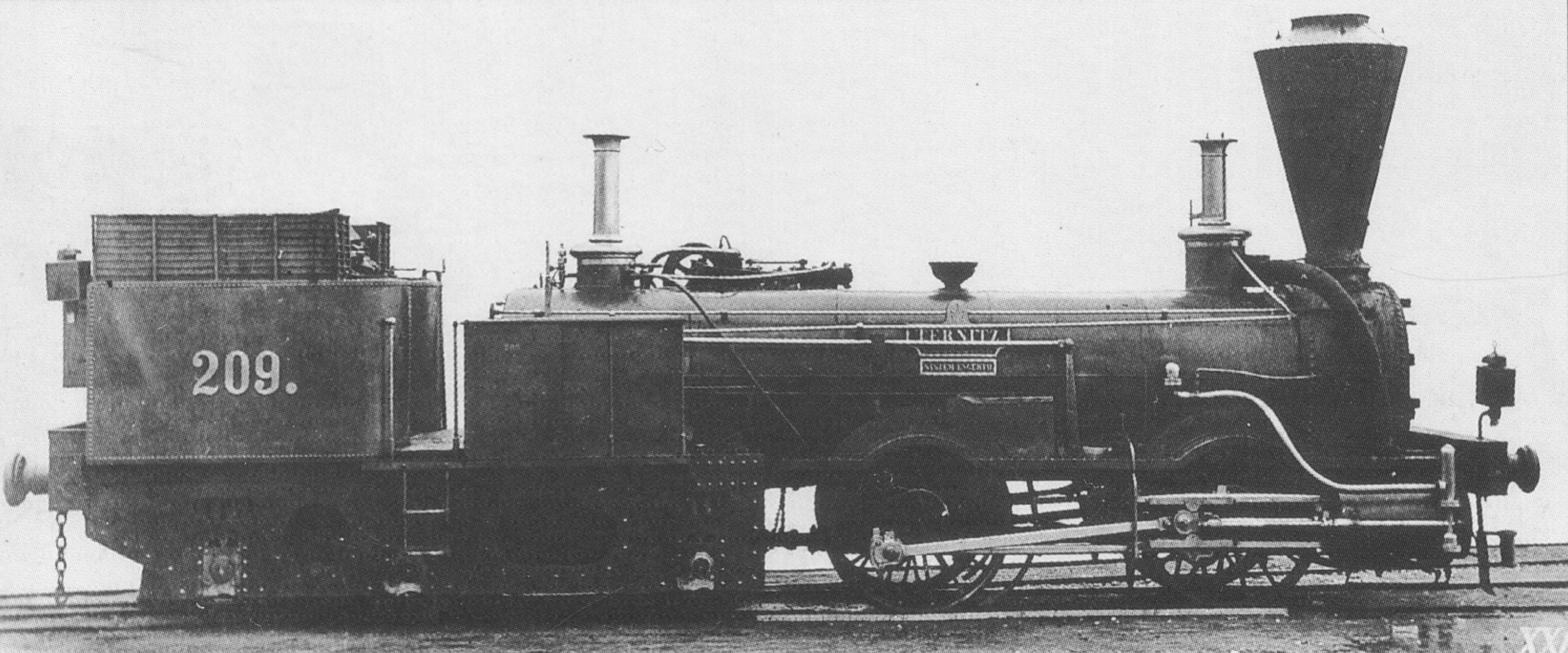
SB 209
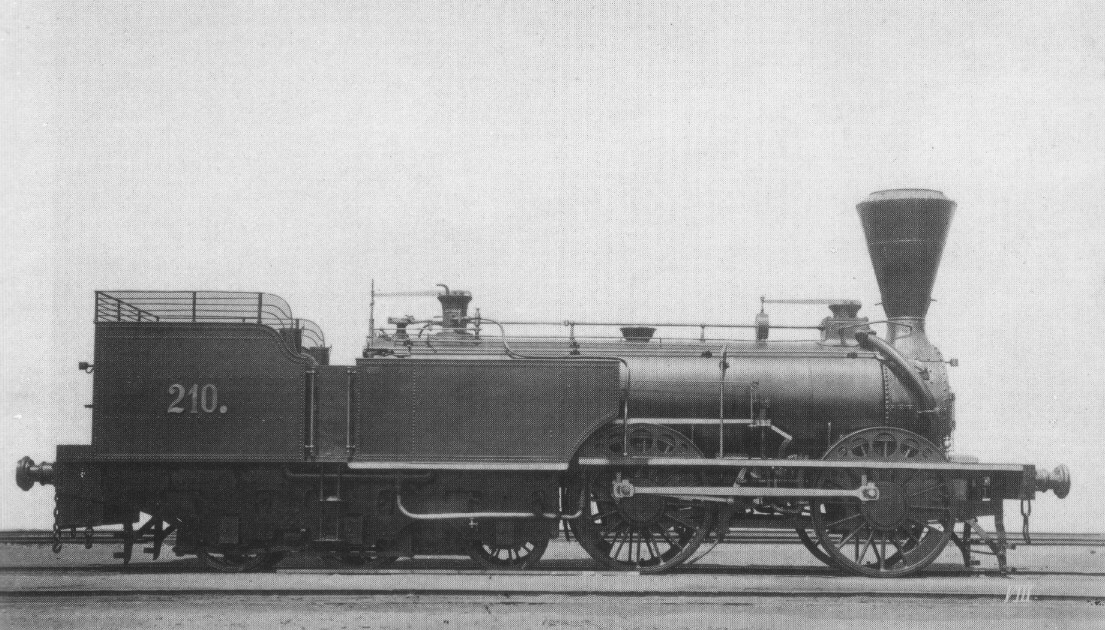
SB 210
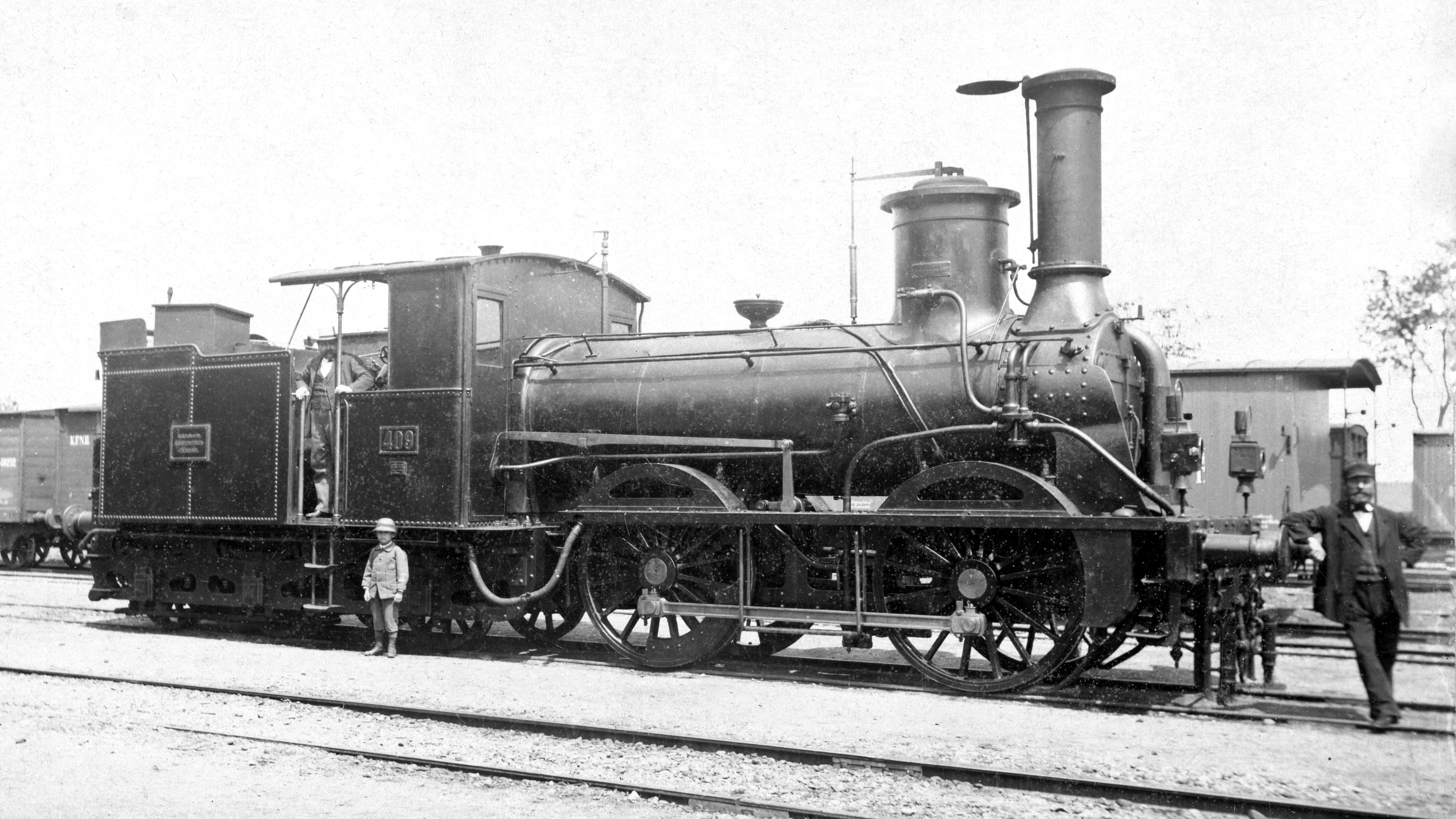
StEG IVe
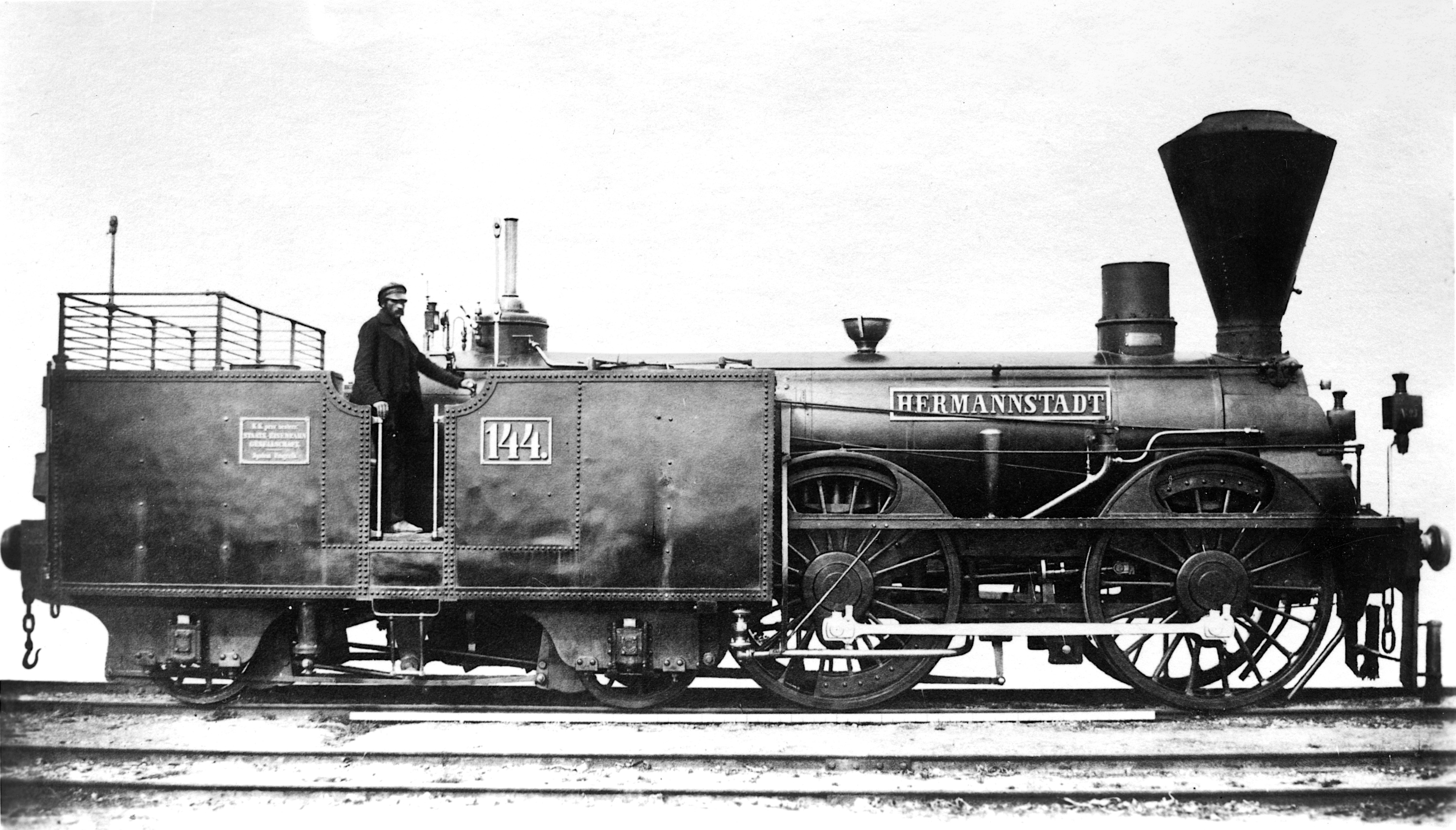
StEG IVg
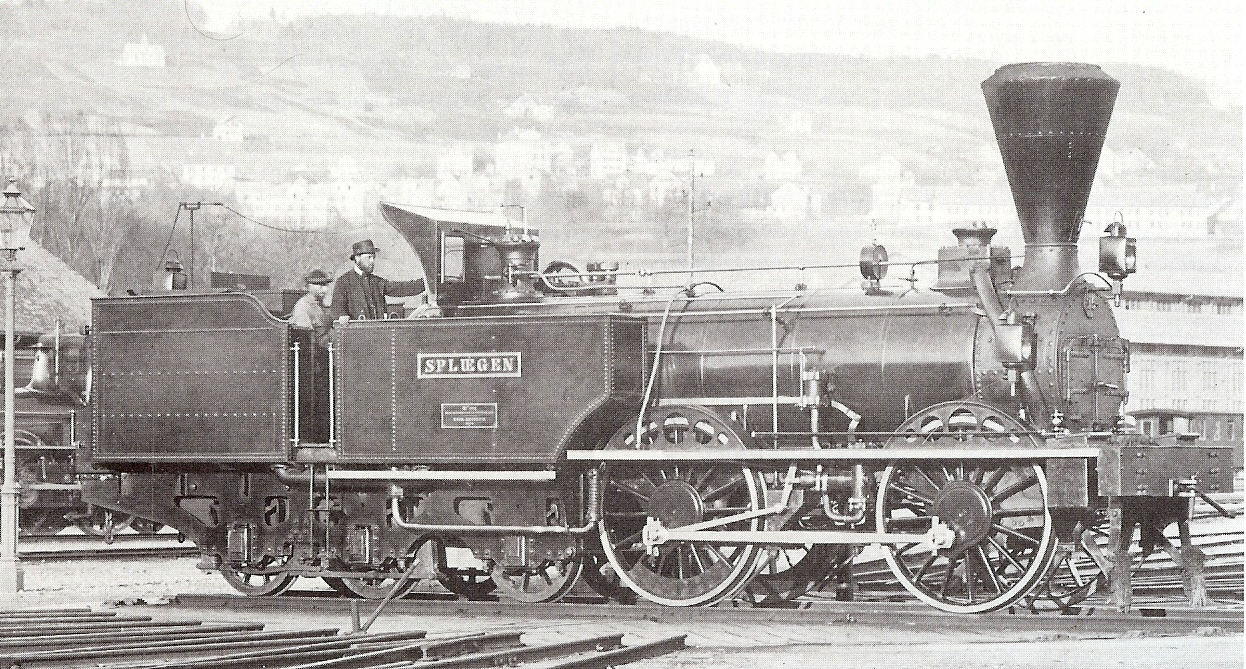
VSB Eb 2/5
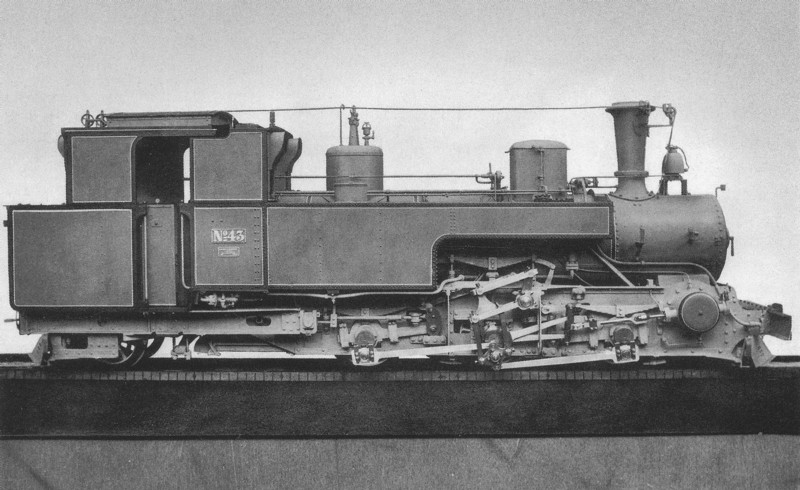
Sächsische III K
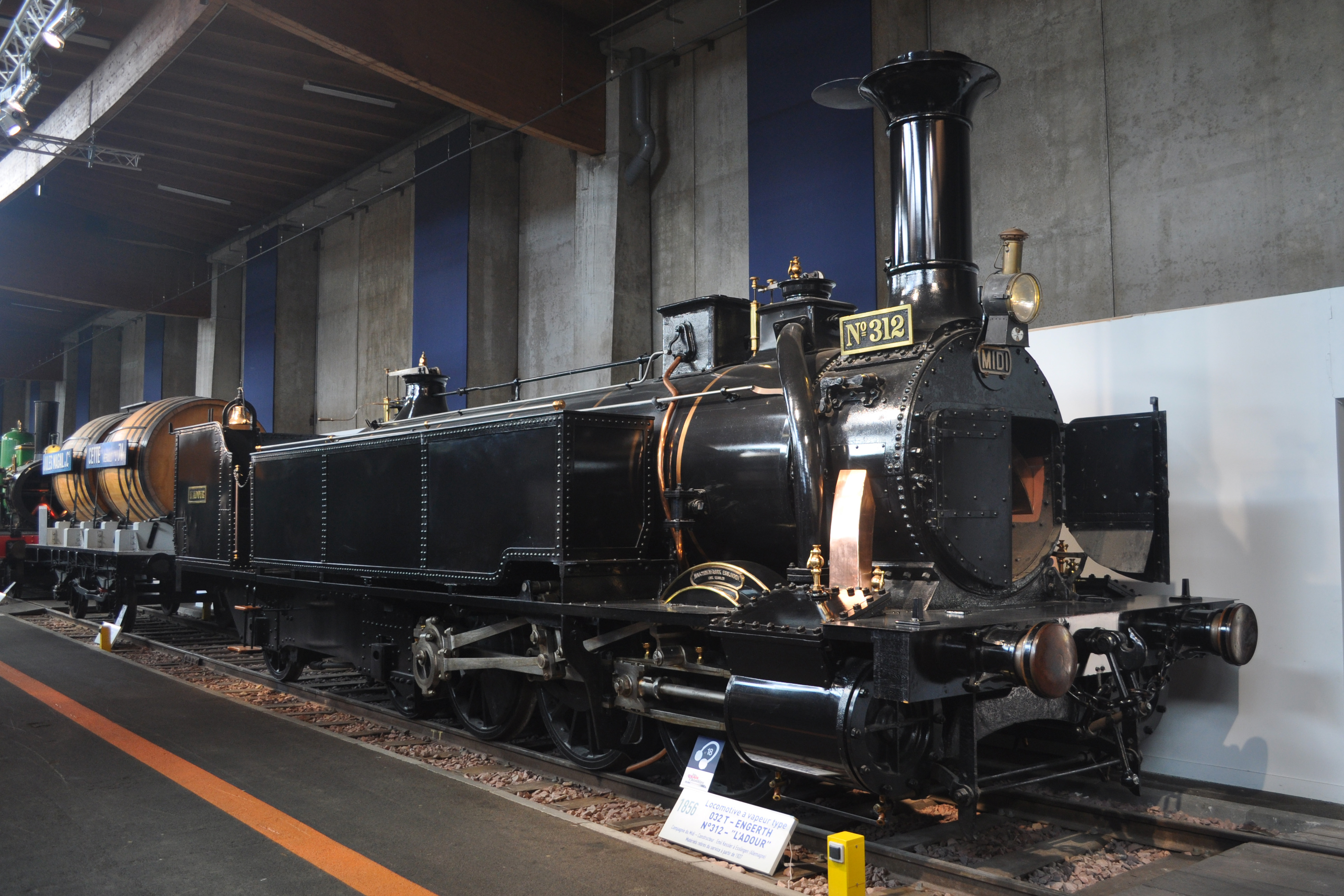
Compagnie des Chemins de fer du Midi No. 312 L'ADOUR

## Fordítás
- Ez a szócikk részben vagy egészben  az   Engerth-Lokomotive című német Wikipédia-szócikk fordításán alapul.  Az eredeti cikk szerkesztőit annak laptörténete sorolja fel. Ez a jelzés csupán a megfogalmazás eredetét és a szerzői jogokat jelzi, nem szolgál a cikkben szereplő információk forrásmegjelöléseként. Az eredeti szócikk forrásai szintén ott találhatóak.